# Borolia howra
Borolia howra är en fjärilsart som beskrevs av Moore 1881. Borolia howra ingår i släktet Borolia och familjen nattflyn. Inga underarter finns listade i Catalogue of Life.